# Movimiento de Liberación Ruso

La bandera de la Armada Rusa fue utilizada como emblema por el Movimiento de Liberación Ruso.

Movimiento de Liberación Ruso (en ruso: Русское Освободительное Движение) fue un movimiento dentro de la Unión Soviética que buscó crear una fuerza armada anticomunista durante la Segunda Guerra Mundial que derrocaría al régimen de Iósif Stalin. Este movimiento incluyó tanto a rusos como a personas de otras nacionalidades que vivían dentro de la Unión Soviética, en cuyo caso se le conoce como el Movimiento de Liberación de los Pueblos de Rusia (en ruso: Освободительное Движение Народов России)

## Ideología
La idea principal detrás del movimiento era que el bolchevismo no podía ser derrocado desde dentro de la URSS. Numerosos intentos anteriores de organizaciones de emigrantes blancos como la Unión Militar Rusa, la Hermandad de la Verdad Rusa y la Alianza Nacional de Solidaristas Rusos (ANSR) habían demostrado la inutilidad de librar una guerra directa contra la policía secreta soviética (OGPU y NKVD). En consecuencia, el conflicto armado con la Alemania nazi fue visto como una oportunidad para comenzar una guerra civil contra el gobierno comunista, aludiendo a la estrategia de Vladimir Lenin de utilizar la Primera Guerra Mundial para crear la Revolución de Octubre. 
Los escépticos de este enfoque argumentaron que Adolf Hitler tenía la intención de "destruir a Rusia como nación", lo que indica que sus ideas de "conquista racial" y sujeción o asimilación se dejaron en claro en Mein Kampf. No creían que Hitler distinguiera a los rusos del bolchevismo, y que sería mejor permanecer neutral (una posición adoptada por el general blanco Anton Denikin).[cita requerida]) o incluso apoyar a los soviéticos durante la guerra (una posición muy popular entre muchos revolucionarios de febrero, como Alexander Kerensky).

## La etapa de desarrollo
El movimiento comenzó espontáneamente al estallar la guerra soviético-alemana en junio de 1941. Los emigrantes rusos blancos, veteranos del movimiento blanco, comenzaron a buscar oídos comprensivos en las Fuerzas Armadas alemanas (Wehrmacht) y tratar de encontrar un medio para crear unidades armadas que se utilizaría en el frente oriental (como el Cuerpo Protector Ruso). 
Mientras tanto, los oficiales soviéticos capturados que estaban frustrados con el régimen estalinista también encontraron varios oídos comprensivos en el Ejército alemán y los departamentos de propaganda. El más notable fue el general Andréi Vlásov, quien comenzó a emerger como el jefe potencial de un Movimiento de Liberación ruso aún por unirse y definido. 
El departamento de propaganda alemán comenzó a explotar la idea de un Ejército de Liberación ruso (que no existía) para alentar las deserciones, imprimiendo folletos de propaganda alentando la rendición y arrojándolos a las zonas soviéticas. Sin embargo, la mayoría de los desertores fueron enviados de inmediato a un campo de trabajo.[cita requerida]

### Unidades de voluntariado
Los comandantes alemanes comenzaron a formar unidades hechas de voluntarios rusos (llamados " HiWi's"). Estas unidades estaban bajo el mando alemán y recibieron el parche del Ejército de Liberación de Rusia, que contaba con 120.000 a 130.000 hombres. 
Para 1942, se crearon varias unidades rusas armadas que tenían un grado bastante alto de independencia. Éstas eran: 
- El Ejército Ruso de Liberación Nacional (alias, RONA) de Bronislav Kaminsky, la única fuerza que tenía una región completamente bajo su propio control (llamada República de Lokot) y probablemente gozó de la mayor independencia de acción. Numeró hasta 20.000 hombres alistados.
- El Cuerpo Protector de Rusia en Serbia, una unidad que alcanzó hasta 15.000 hombres[1] formados por emigrantes rusos blancos y también prisioneros de guerra soviéticos, luchando contra partisanos en Yugoslavia con la esperanza de ser transferidos al Frente Oriental.
- El Ejército Popular Nacional de Rusia, formado en la Bielorrusia ocupada, estaba bajo el mando de dos emigrados blancos, SV Ivanov y Constantine Kromiadi, y también tenía una cantidad considerable de emigrados en su núcleo de oficiales. Más tarde, los emigrados fueron reemplazados por los ex comandantes soviéticos BI Boyarsky y Georgii Zhilenkov, ya que los funcionarios alemanes temían la influencia de los emigrantes sobre los ciudadanos soviéticos. La unidad, 8.000 hombres fuertes, logró negociar con los partisanos soviéticos para reducir la hostilidad, disgustando a las SS que finalmente desarmaron la unidad.
- La Brigada Druzhina, dirigida por el excomandante soviético Gil-Rodionov se formó en la Bielorrusia ocupada, alcanzando hasta 8.000 hombres en la fuerza. La unidad era una de las más indisciplinadas y las deserciones hacia el lado soviético eran comunes.
- Varias unidades cosacas bajo el mando de varios ex oficiales blancos como Piotr Krasnov y Andréi Shkuró, el excomandante soviético I. Kononov y el comandante alemán Helmuth von Pannwitz. Los alemanes no permitieron que los cosacos se asociaran con los rusos (manteniéndose en línea con la política separatista de Alfred Rosenberg), a pesar de que muchos cosacos alistados se consideraban una identidad rusa.

Se estima que casi un millón de ex ciudadanos soviéticos tomaron las armas contra el Ejército Rojo en la Wehrmacht, Waffen SS y varias unidades patrocinadas por el Eje (esto incluye otros grupos nacionales como los ucranianos, bielorrusos, letones, lituanos, estonios, chechenos, kazajos, georgianos, armenios y otros grupos no rusos). 
Todas estas unidades estaban bajo supervisión alemana, mantenidas en un tamaño restringido (a menudo sin estar completamente equipadas con artillería pesada), y dos de ellas fueron desarmadas por temor a que no fueran leales.

### Evasión del patrocinio alemán
La organización anticomunista rusa Alianza Nacional de Solidaristas Rusos (ANSR) fue el único grupo ruso organizado importante que intentó actuar fuera de todo patrocinio alemán. Este principio fue declarado en 1938 por el presidente Sergei Baidalakov, quien dijo a raíz del inminente conflicto militar: "¿Con quién vamos? La conciencia rusa puede tener una sola respuesta. No con Stalin, no con los conquistadores extranjeros, sino con todo gente rusa." La esperanza era crear una "tercera fuerza" completamente independiente y autosuficiente que fuera anticomunista y al mismo tiempo antialemana, basada en un movimiento de resistencia partisana de base. 
Poco antes del ataque a la Unión Soviética, ANSR decidió cerrar sus oficinas en los territorios ocupados por el Eje y pasar a la clandestinidad para evitar la infiltración del Eje. También prohibió a sus miembros unirse a cualquier unidad patrocinada por los alemanes, como el Cuerpo de Rusia en Serbia. 
Los miembros de ANSR comenzaron a llegar a la Rusia ocupada por los alemanes, a menudo ofreciéndose voluntarios como traductores en la Wehrmacht, para establecer contactos con la población local (como lo habían intentado antes en los años anteriores a la guerra). Sin embargo, debido a la alta presencia de agentes del NKVD en el movimiento partisano, así como a la actividad de los agentes de seguridad alemanes, la idea de una "tercera fuerza" se hizo imposible de implementar. El enfoque independiente de ANSR condujo a una campaña de arresto total por parte de la Gestapo a fines de 1944, muchos miembros terminaron en el campo de concentración de Dachau.

## Los obstáculos
El movimiento encontró varios obstáculos, que duraron hasta el final de la guerra: 
- - La "rusofobia de los nacionalsocialistas". Adolf Hitler y algunos de sus hombres más cercanos eran "ávidos eslavofóbicos", al igual que muchos partidarios de la ideología del partido nacionalsocialista. Hitler se enfureció cuando se enteró de cuántos generales y oficiales alemanes apoyaban la formación de un ejército con base en Rusia y prohibió incluso la mención de la idea en su presencia, especialmente dado que el Generalplan Ost estaba específicamente diseñado para limpiar étnicamente a la población eslava/rusa de la URSS ocupada al oeste de los Montes Urales y para aumentar las poblaciones alemanas ya existentes allí (Volga, Mar Negro, Crimea y bálticos). Se suprimió el patriotismo ruso, y los emigrados blancos rusos se mantuvieron lo más lejos posible de la Rusia ocupada por los alemanes para evitar el surgimiento del nacionalismo ruso. En contraste, muchos generales y oficiales de la Wehrmacht se sintieron tentados por la idea de liberar al Ejército alemán del Frente Oriental.
- La "política oriental". La conducta de los alemanes hacia la población soviética fue tan inhumana que impidió enormemente la credibilidad de los rusos que trabajaban en alianza con la Wehrmacht.
- Colaboracionistas. Las personas que estaban dispuestas a servir a la Gestapo (a menudo por dinero o comida) fueron enviadas a informar sobre los rusos en el movimiento de liberación para eliminar el sentimiento antinalemán. Tales informantes ayudaron a conseguir el arresto del general Malishkin y el secuestro del general Vlásov. El comportamiento de estos colaboracionistas hacia sus propios compatriotas causó una ira y desconfianza general hacia cualquiera que estuviera trabajando en alianza con los alemanes.
- Separatismo. La política alemana tenía como objetivo patrocinar el separatismo nacionalista en medio de aquellos pueblos que vivían en la URSS. Las fuerzas armadas compuestas de cosacos, ucranianos, georgianos, armenios, kazajos, chechenos, tártaros de Crimea y otros pueblos no rusos fueron encabezados por aquellos que se negaron a trabajar con cualquier persona que no garantizara su independencia desde el principio.
- Choque político. Los emigrados rusos blancos y los ciudadanos soviéticos tenían una desconfianza mutua el uno del otro, en gran parte porque ambas partes estaban luchando entre sí durante la Guerra Civil Rusa. Los rusos blancos veían a los ciudadanos soviéticos como "pro-socialistas", si no completamente comunistas, mientras que los ciudadanos soviéticos veían a los rusos blancos como "monárquicos" y que deseaban restaurar el antiguo orden zarista.

El optimismo alcanzó su punto máximo cuando los alemanes perdieron la batalla de Stalingrado, alrededor del tiempo en que emergió el general Andréi Vlásov. Sin embargo, a pesar de las dificultades en el frente, Hitler se negó rotundamente a considerar cualquier patrocinio de una fuerza de liberación rusa y permitió que la idea circulara solo con fines de propaganda. 
El escepticismo ruso aumentó cuando Hitler emitió una directiva para transferir todas las unidades voluntarias orientales del Frente Oriental. El intento fallido de asesinato contra Hitler fue otro golpe a la moral, ya que muchos alemanes que simpatizaban con la idea de liberación rusa fueron arrestados y ejecutados por su participación en el complot del 20 de julio. A pesar de las buenas razones para el desánimo, el movimiento siguió ganando impulso interno durante 1944. La esperanza seguía siendo que el frente colapsando haría a Hitler cada vez más desesperado y menos obstinado. 

## El Comité para la Liberación de los Pueblos de Rusia
No hubo un centro unido para el movimiento hasta que se fundó el Comité para la Liberación de los Pueblos de Rusia en noviembre de 1944, anunciando oficialmente su existencia con el Manifiesto de Praga. Este movimiento, dirigido por el general Vlásov, recibió una sorprendente oleada de apoyo en medio de emigrados blancos, trabajadores orientales soviéticos y prisioneros de guerra, a pesar de la aparente futilidad de la situación (Alemania ya estaba luchando en su propio territorio cuando las primeras unidades de liberación rusas estaban listas para el despliegue). El comité recibió la bendición del Metropolitano Anastasy de la Iglesia Ortodoxa Rusa Fuera de Rusia, así como el Exarcado de París. 
Varios grupos armados que ya habían estado luchando, como el Cuerpo Ruso del general Boris Shteifon, el "Grupo de Batalla" del general blanco Tourkoul y los cosacos del Atamán Helmuth von Pannwitz se sometieron al comando del comité, aunque el giro de los acontecimientos impidió ellos nunca se incorporaron de facto al Ejército de Liberación de Rusia. Otros, como el general Piotr Krasnov y varios grupos armados ucranianos se negaron a someterse a Vlásov y lo denunciaron públicamente. 
Si bien el Comité se formó con una considerable cantidad de entusiasmo y entusiasmo, el final de la guerra era inminente y los Aliados ahora eran la única esperanza del movimiento para la salvación. 

## Los aliados
Incluso antes de que el Tercer Reich capitulara el 9 de mayo de 1945, los partidarios del Movimiento de Liberación Ruso comenzaron a centrar sus esperanzas en las democracias occidentales, a saber, Estados Unidos y Gran Bretaña. El razonamiento era doble: uno, que estos países estaban mucho más cerca   ideológicamente para el Movimiento de Liberación Ruso que el régimen nacionalsocialista, y dos, que estos países ya estaban en desacuerdo con Iósef Stalin y no querían que el comunismo se extendiera por toda Europa. Vlásov deseaba hacer un discurso por radio a los Aliados durante el último mes de la guerra, pero esto fue prohibido por los alemanes. Las delegaciones enviadas por Vlasov a los aliados comenzaron a negociar una rendición y expresaron la esperanza de que no fueran traicionados a manos de la SMERSH soviética. 
El alto mando de los Aliados estaba en una posición difícil, por un lado, muchos oficiales y generales encontraron simpatía por la idea del Movimiento de Liberación de Rusia (incluido George Patton). Por otro lado, no querían alterar las relaciones con Stalin, a quien habían prometido en la Conferencia de Yalta que entregarían a todos los antiguos ciudadanos soviéticos para su repatriación, independientemente de sus deseos. En consecuencia, ocurrieron varios actos de repatriación forzada, como la Traición de los cosacos en Lienz.